# Móra d'Ebre
Móra d'Ebre (forma oficial) o simplement Móra és una vila i municipi de Catalunya capital de la comarca de la Ribera d'Ebre. La població està situada a la riba dreta del riu Ebre, entre el pas de l'Ase i el de Barrufemes, al centre de l'anomenada cubeta de Móra. La vila s'estén al llarg de 48 km², on hi viuen més de 6.000 persones, de les quals 5.300 hi estan censades en l'actualitat. S'arriba a Móra d'Ebre a través de les carreteres N-420, C-12 i T-324. Lo pont d'arcades de Móra d'Ebre és una estructura del 1943 feta de formigó armat sobre l'Ebre i que s'ha convertit en un dels símbols del poble.
Les Festes Majors se celebren l'últim cap de setmana d'agost.

## Geografia
- Llista de topònims de Móra d'Ebre (Orografia: muntanyes, serres, collades, indrets..; hidrografia: rius, fonts...; edificis: cases, masies, esglésies, etc).

Móra d'Ebre està situada a la riba dreta de l'Ebre, entre el pas de l'Ase i el de Barrufemes, al centre de l'anomenada cubeta de Móra. La vila té la capitalitat de la comarca de la Ribera d'Ebre, i s'estén al llarg de 48 km², on viuen 4.776 persones. Hom pot arribar al poble a través de les carreteres N-420, C-12 i T-324.
Vora la N-420, al sud de la població, hi ha el polígon industrial de la Verdeguera, el qual tracta de ser un pol d'atracció de diversos tipus d'indústries.

## Història
És la població més antiga del municipi documentada fins ara, remuntant-se més de 6.000 anys enrere i se situa en temps del Neolític, concretament en la cultura dels sepulcres de fossa, documentada pel doctor Pere Bosch i Gimpera, en una inhumació localitzada durant les obres de construcció del pont de Ferro. Els ibers crearen a Móra d'Ebre les primeres entitats de poblament, com així ho demostren les restes arqueològiques del poblat del Calvari; per contra, del llarg període de la romanització, no en queden restes monumentals tret dels vestigis a la vil·la romana dels Emportells, situada a prop del riu, al camí de les Sénies, on limiten els termes municipals de Móra d'Ebre i Benissanet.
Els àrabs deixaren una forta empremta en la vida local: explotacions agràries (lloc de Subarrec), indústria bladera (molins de nau), artesania de la terrissa i un castell, que formava part de la línia defensiva de l'Ebre i que al llarg de la història ha patit successives destruccions i posteriors reconstruccions. La reconquesta d'este tingué lloc el 1153 de la mà del comte de Barcelona Ramon Berenguer IV.
Durant l'edat mitjana, la vila va formar part de l'anomenada baronia d'Entença, la qual s'enfrontà contra els templers de Miravet i Ascó, els quals dominaven la riba dreta del riu. Aquesta lluita causà greus danys a la comarca, com també ho varen fer les guerres posteriors: la dels Segadors, la de Successió, la del Francès, les carlines i la Guerra Civil espanyola.
Altres esdeveniments crucials que afectaren l'esdevenidor de Móra i la seua comarca foren l'expulsió dels moriscos, l'any 1610 i la segregació dels Masos de Móra per constituir la població de Móra la Nova, l'any 1830.

## Llocs d'interès

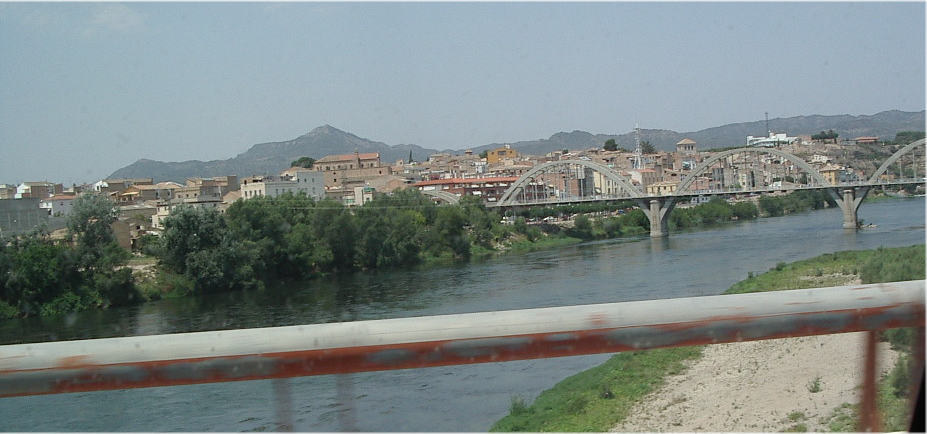
Móra d'Ebre, amb lo pont sobre el riu Ebre

El lloc més històric i més interessant és el Castell de Móra, que s'alça a la vora del riu i té seccions restaurades i un mirador.
El paratge de Sant Jeroni, lloc d'acampada i de lleure on se troben les ermites de Sant Jeroni i Santa Madrona i el monument a la sardana de Joan Segú, tot sota l'ombra dels xiprers centenaris, al peu de la Picossa.
Altres llocs d'interès són: la Plaça de Baix i Passeig de l'Ebre, el Passeig del Pont, lo Calvari, el Poliesportiu Municipal i diferents indrets de lleure a la vora del riu.

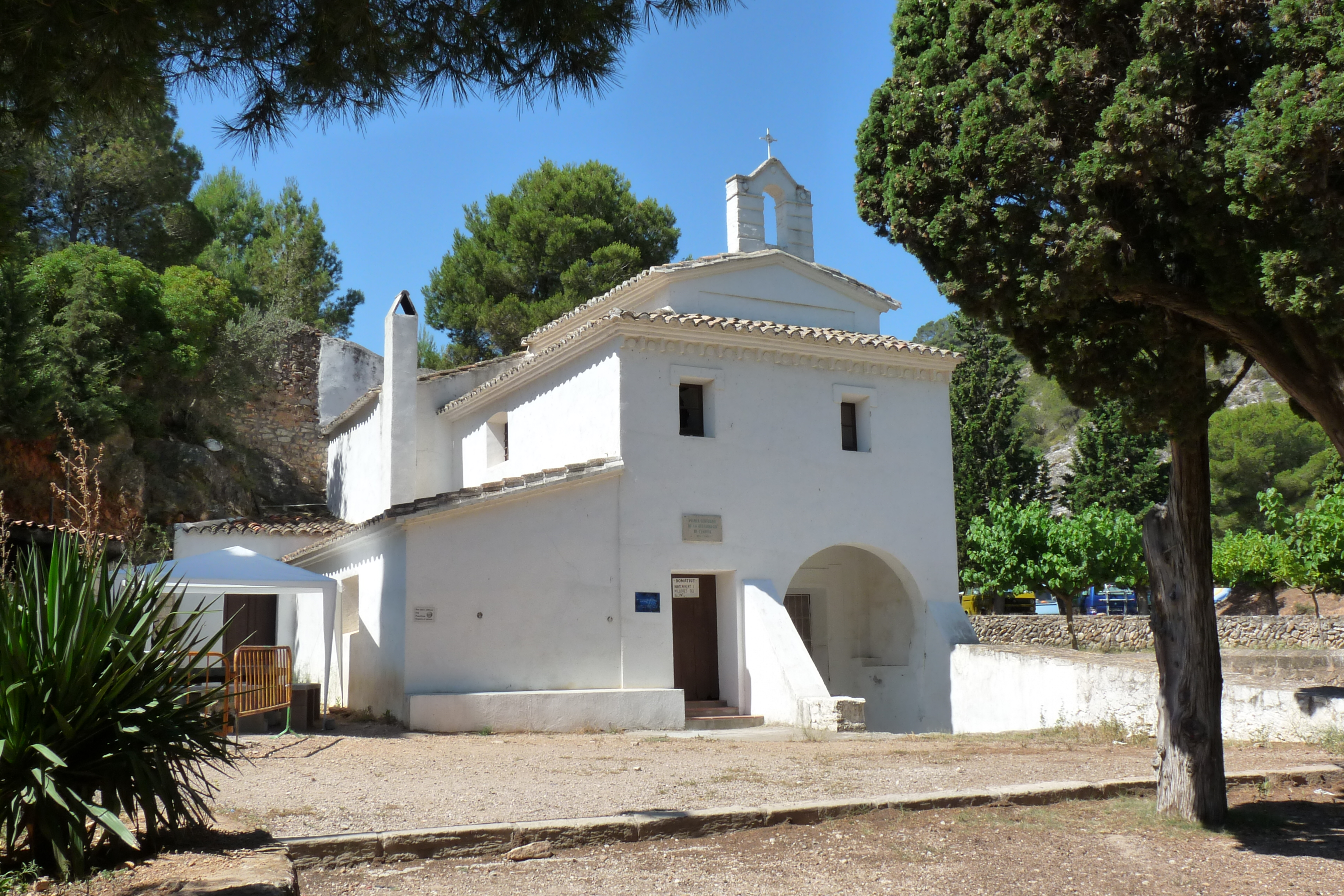
Ermita de Sant Jeroni.
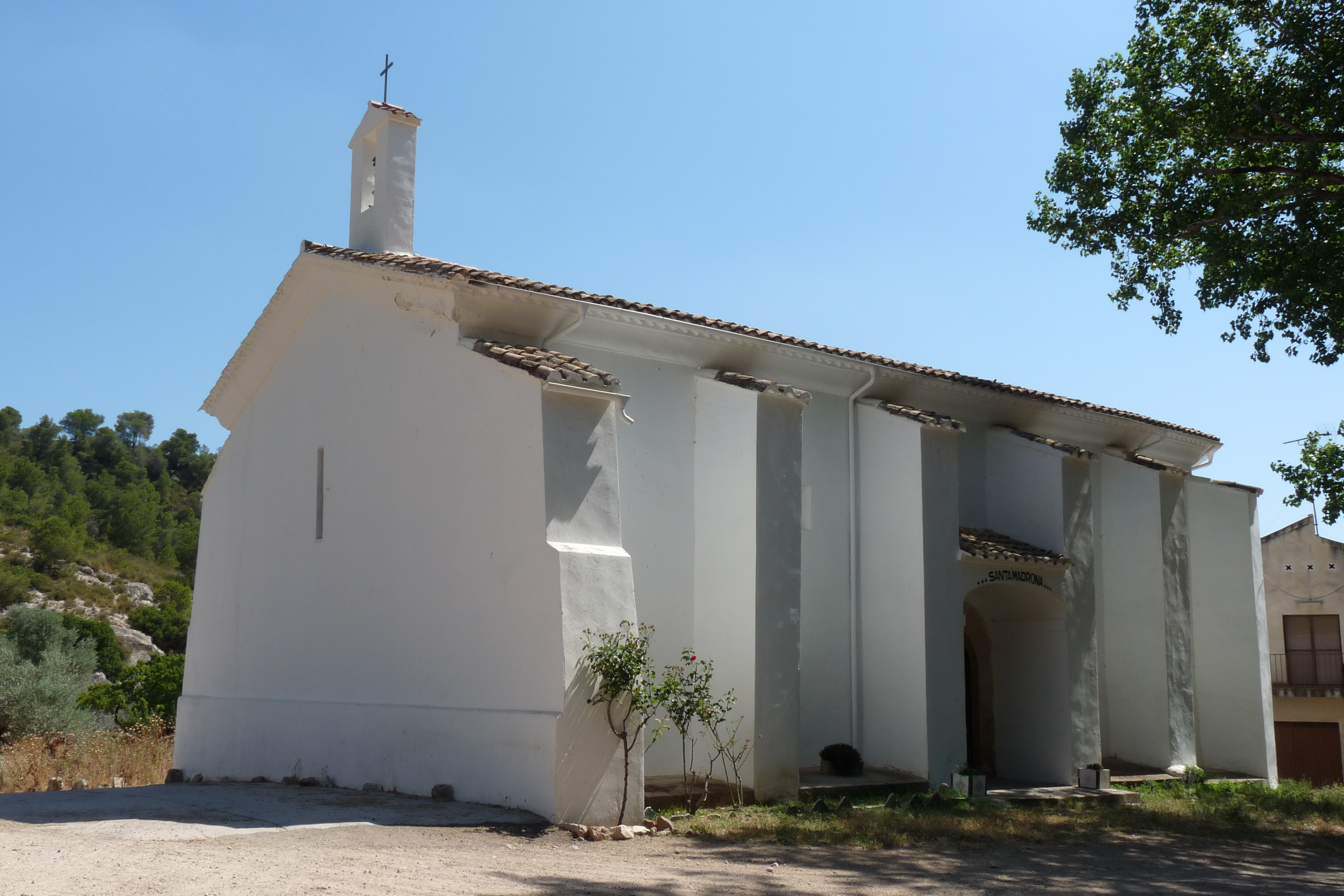
Ermita de Santa Madrona.

## Serveis i centres educatius
Los serveis educatius de Móra d'Ebre compten amb dues guarderies (la Xicalla i la Morera), dos col·legis de primària (el CEIP Lluís Viñas Viñoles i el col·legi Santa Teresa) i dos centres de secundària (Santa Teresa i IES Julio Antonio).
L'oferta educativa d'IES Julio Antonio és molt àmplia i els seus alumnes provenen de diverses localitats: Móra la Nova, Darmós, Tivissa, Benissanet, Miravet, Garcia i del mateix poble. Poden cursar alumnes des dels dotze anys fins als divuit. Està situat al costat del centre d'educació especial Jeroni de Moragues. També s'ofereix als alumnes servei de transport escolar a càrrec del Consell Comarcal, i servei de menjador.
La població també disposa d'un Hospital comarcal, un centre d'Atenció Primària, de la seu del Consell Comarcal de la Ribera d'Ebre, de l'Arxiu Comarcal de la Ribera d'Ebre (ACRE), que conserva el patrimoni documental de la comarca, i una comissaria de districte dels Mossos d'Esquadra.

## Àmbit esportiu
En lo terreny esportiu, la vila compta amb diversos clubs:
- Club nàutic, on se pot practicar el rem olímpic, natació i esquí aquàtic
- Club Escacs Móra d'Ebre. Des del 2003 organitza l'Obert Internacional d'Escacs de la Ribera d'Ebre.[4] El seu major èxit fou ser campió de la categoria preferent el 2011 i així ascendir a la segona divisió de la Lliga Catalana d'Escacs.[5][6]
- Club de tennis, que té tres pistes de gespa artificial
- Club Esportiu Olímpic Móra d'Ebre (futbol)
- Club de judo
- Kàrting Móra

A més a més, hi ha el Camp Municipal d'Esports, les Piscines i el pavelló municipal, en lo qual se poden practicar diversos esports: bàsquet, handbol i el futbol sala.

## Fills i filles il·lustres de la població
- Berenguer I d'Entença
- Julio Antonio, escultor
- Joan Caballé i Goyeneche
- Santiago Costa Vaqué, escultor
- Artur Cot i Miró, historiador i cronista local
- Oriol Aymat Fusté, violoncel·lista del grup català Blaumut
- Josep Montagut i Roca, religiós, escriptor i polític
- Roi Sastre, actor.
- Filomena Ferrer i Galzeran, religiosa
- Bruno Saltor, jugador de futbol a la Premier League.

## Demografia
| 1497 f | 1515 f | 1553 f | 1717 | 1787  | 1857  | 1877  | 1887  | 1900  | 1910  |
| ------ | ------ | ------ | ---- | ----- | ----- | ----- | ----- | ----- | ----- |
| 181    | 202    | 165    | 489  | 2.019 | 3.836 | 3.816 | 3.841 | 4.065 | 3.728 |

| 1920  | 1930  | 1940  | 1950  | 1960  | 1970  | 1981  | 1990  | 1992  | 1994  |
| ----- | ----- | ----- | ----- | ----- | ----- | ----- | ----- | ----- | ----- |
| 3.940 | 3.530 | 3.059 | 3.367 | 3.756 | 3.638 | 4.320 | 4.337 | 4.454 | 4.454 |

| 1996  | 1998  | 2000  | 2002  | 2004  | 2006  | 2008  | 2010  | 2012  | 2014  |
| ----- | ----- | ----- | ----- | ----- | ----- | ----- | ----- | ----- | ----- |
| 4.880 | 4.832 | 4.816 | 4.776 | 4.960 | 5.098 | 5.500 | 5.795 | 5.704 | 5.578 |

| 2016  | 2018  | 2020  | 2022  | 2024  | 2026 | 2028 | 2030 | 2032 | 2034 |
| ----- | ----- | ----- | ----- | ----- | ---- | ---- | ---- | ---- | ---- |
| 5.574 | 5.642 | 5.695 | 5.585 | 5.726 | -    | -    | -    | -    | -    |